# Estniska landförsvarsstyrkorna
Estniska landförsvarsstyrkorna (estniska: Eesti maavägi), inofficiellt benämnda Estlands armé, är Estlands militära landstyrkor och utgör den största försvarsgrenen i Estlands försvarsmakt. Landförsvarsstyrkornas uppgift är att genomföra internationella insatser och att försvara Estland i samverkan med allierade förband. 

## Organisation
I fredstid utgörs de estniska landförsvarsstyrkorna av två infanteribrigader, en stabs- och sambandsbataljon, ett stödkommando samt Estlands Särskilda Operationsstyrka (ESTSOF).

### Stridande del
I fredstid har huvuddelen av enheterna i de två infanteribrigaderna till uppgift att utbilda värnpliktiga och bedriva annan utbildning inom sitt respektive område. Jägarbataljonen utgör ur detta hänseende ett undantag som är ett snabbinsatsförband fullt bemannat med anställda soldater. Varje brigads enhet är utspridda till ett antal olika förläggningsorter. Brigadcheferna har överstes grad och rapporterar direkt till chefen för Estlands försvarsmakt.
| - 1. Infanteribrigaden (Tapa) - Kalevi infanteribataljon (Paldiski) - Viru infanteribataljon (Jõhvi) - Jägarbataljonen (Paldiski) - Logistikbataljon (Paldiski) - Artilleribataljonen (Tapa) - Luftvärnsbataljonen (Tapa) - Ingenjörbataljonen (Tapa) - Spaningskompaniet (Tapa) - Tross- och signalkompaniet (Tapa) - Pansarvärnskompaniet (Jõhvi) | - 2. Infanteribrigaden (Luunja) - Kuperjanovs infanteribataljon (Võru) - Logistikbataljon (Võru) |  |

### Stabs- och sambandsbataljonen
Under landförsvarsstyrkorna lyder också Stabs- och sambandsbataljonen som har till uppgift att tillhandahålla och säkra kommunikationerna mellan Försvarsmaktens högkvarter och de olika stridskrafternas enheter. Bataljonen utbildar också reservofficerare inom signaltjänst. Bataljonen ansvarar också för signal- och informationsteknikfrågor inom Estlands försvarsmakt.

### Estlands försvarsmakts stödkommando
Estlands försvarsmakts stödkommando, som har uppgifter gentemot samtliga stridskrafter, räknas till landförsvarsstyrkorna. Stödkommandot, som tidigare benämndes Estlands försvarsmakts logistikcentrum, består utöver dess högkvarter av nio olika enheter jämte Estlands försvarsmakts musikkår.